# الحملة البرتغالية إلى أوترانتو
وصلت الحملة البرتغالية إلى أوترانتو عام 1481، - والتي أطلق عليها البرتغاليون اسم الحملة الصليبية التركية (بالبرتغالية: Cruzada Turca) - بعد فوات الأوان للمشاركة في أي قتال. ففي 8 نيسان 1481، أصدر البابا سيكستوس الرابع مرسومًا باباويًّا بعنوان معظمهم مدفوعون بالأمر، الذي دعا فيه إلى شن حملة صليبية ضد الأتراك، الذين يحكمون أوترانتو - منذ معركة أوترانتو - في جنوب إيطاليا. كان قصد البابا أنه بعد أخذ أوترانتو، سيعبر الصليبيون بحر البَنَادِقَة ويغزون فلوره أيضًا.
قررت البرتغال إرسال سرب إلى أوترانتو تحت قيادة أسقف إيفورا جارسيا. في رسالة مؤرخة في 27 أغسطس 1481 إلى الكاردينال باولو دي كامبوفريغوسو، كتب سيكستوس: «من البرتغال، هناك عشرين قافلة وسفينة شحن نتوقعها في ذلك اليوم في سانت بول، وقائدها هو الأخ الموقر جارسيا، أسقف إيفورا». في 7 أيلول كتب إلى ملك نابولي فرديناند الأول، يخبره: «إن الأسطول الذي أرسلناه للحصول على عائدات إلى أوترانتو من البرتغال ... نأمل أن يكون ذا فائدة كبيرة في الهجوم على أوترانتو ...». في 14 أيلول، وهو نفس اليوم الذي استسلم فيه العثمانيون في أوترانتو، كان البابا يكتب من براتشيانو إلى نائبه، الذي أبلغه بالتقدم البطيء للأسطول البرتغالي. كان سيكستوس متشككًا في نوايا جارسيا. في اليوم التالي (15 أيلول) ، كتب إلى الأسقف يشيد به على اجتهاده وحَذَرِه، لكنه يحثه على اصطحاب أسطوله إلى فلوره لطرد الحامية التركية هناك للقيام بشيء يليق بالديانة المسيحية وشرفك و«ملكك»، حسب وصفه، في إشارة إلى الملك المتوفى مؤخرًا أفونسو الخامس، كما حث غارسيا على إعادة أندرياس باليولوجوس، طاغية المورة المخلوع، إلى اليونان لبدء استعادة أراضيه.
بحلول الوقت الذي وصل فيه البرتغاليون إلى نابولي، كان العثمانيون قد انسحبوا بالفعل، لأنه في 3 أيار توفي سلطان الإمبراطورية العثمانية محمد الفاتح، وتلا ذلك نزاعات حول خلافته.